# Kherima
Kherima, Princesa Kherima ou ainda Princesa do sol são alcunhas dadas a uma múmia egípcia de uma mulher que viveu na região de Tebas durante o Período Romano, entre os séculos I e III. Trata-se de uma jovem que tinha entre 18 e 20 anos de idade quando foi mumificada, após sua morte por causas indeterminadas. Seu verdadeiro nome não é conhecido, tampouco sua ocupação, e quase todas as informações sobre sua vida são de natureza hipotética ou conjectural. Não obstante, o processo de mumificação de Kherima a tornava extremamente rara. Em contraste à prática egípcia de envelopar as múmias com tecidos de de linho, Kherima tinha todos os seus membros enfaixados individualmente, bem como bandagens cobrindo cada um dos dedos dos pés e das mãos, e trajava uma vestimenta que acentuava seus contornos e sua forma humana, adornada com faixas pintadas e decoradas, além de representações de símbolos místicos, alguns dos quais nunca decifrados. Existem apenas oito exemplares de múmias preparadas de forma semelhante a Kherima, todas datadas da mesma época e provenientes do mesmo sítio arqueológico, reforçando a hipótese de que sejam todas originários do mesmo ateliê de mumificação.
A múmia Kherima foi levada ao Brasil em 1826 pelo comerciante italiano Nicolau Fiengo, junto com uma ampla coleção de antiguidades egípcias que pertenceram ao famoso explorador italiano Giovanni Battista Belzoni, responsável por escavar a Necrópole de Tebas e o Templo de Carnaque. A coleção inteira foi adquirida em um leilão no Rio de Janeiro pelo imperador Pedro I e doada no mesmo ano ao Museu Nacional. Desde então, Kherima passou a ocupar posição de destaque no acervo do museu, tanto por sua raridade e valor histórico e científico quanto pelo fascínio que exercia sobre os visitantes, estando até mesmo associada a relatos de experiências parapsicológicas e transes coletivos, supostamente ocorridos na década de 1960. Kherima também inspirou o romance O Segredo da Múmia de Everton Ralph, membro da Sociedade Rosa Cruz. Em 2 de setembro de 2018, um incêndio de grandes proporções no Museu Nacional destruiu a múmia Kherima, bem como a maior parte dos artefatos egípcios da instituição.